# تجولت وحيدا كسحابة
«أي واندرد لونلي از اكلاود» (بالإنجليزية: I Wandered Lonely as a Cloud)‏ وتعني بالعربية «تجولت وحيداً كسحابة»، تُعرف أيضًا باسم "Daffodils"، هي قصيدة غنائية للشاعر الإنجليزي ويليام ووردزوورث، تُعتبر القصيدة أشهر عمل لوردزوورث.
استوحى ووردزوورث القصيدة في 15 أبريل عام 1802 حيث صادف الشاعر وشقيقته دوروثي «طريقاً طويلاً» من أزهار النرجس البري. كُتِبَت في وقت ما بين سنة 1804 و1807 حسب ووردزوورث. نُشرت لأول مرة في عام 1807 في كتاب «قصائد في مجلدين»، ونُشرت نسخة منقحة في عام 1815.
في استطلاع للرأي أجراه برنامج يُدعى Bookworm على راديو بي بي سي 4 في عام 1995 لتحديد قصائد الأمة المفضلة، احتلت «تجولت وحيدًا كسحابة» المركز الخامس. غالبًا ما يُنظر إلى القصيدة على أنها قصيدة كلاسيكية من الشعر الرومانسي الإنجليزي، على الرغم من أن القصائد في المجلد التي ظهرت فيها القصيدة لأول مرة، تمت مراجعتهم بشكل سيئ من قبل معاصري ووردزوورث.

## خلفية
جاء الإلهام للقصيدة من نزهة قام بها ووردزوورث مع أخته دوروثي حول خليج جلينكوين، في أولسووتر في منطقة البحيرة. كان يعتمد على هذا ليؤلف "I Wandered Lonely as a Cloud" في عام 1804، مستوحى من كتابات دوروثي في دفتر يومياتها الذي كان يصف النزهة.
عندما كنا في الغابة خارج حديقة «جوبارو» (Gowbarrow)، رأينا عدة أزهار من النرجس بالقرب من الماء، تخيلنا أن البذور قد طفت على سطح الشاطئ وأن المستعمرة الصغيرة قد نشأت، ولكن مع تقدمنا كان هناك المزيد وأخيرًا تحت أغصان الأشجار، رأينا أن هناك حزامًا طويلًا منهم على طول الشاطئ، حول الطريق الريفي. لم أرى قبل أزهار نرجس جميلة جدًا لهذه الدرجة. فقد نمت بين الحجارة الطحلبية وحولها، فقد استراح البعض على هذه الحجارة على أنها وسادة للتعب، والباقية ولفوا ورقصوا وبدا وكأنهم ضحكوا حقًا مع الريح التي هبت عليهم فوق البحيرة. هبت هذه الرياح مباشرة فوق البحيرة. كان هنا وهناك عقدة صغيرة وعدد قليل من المتشردين على بعد أمتار قليلة في الأعلى، لكنهم كانوا قليلين جدًا بحيث لا تزعجنا البساطة والوحدة والحياة في ذلك الطريق السريع المزدحم. استرحنا مرارًا وتكرارًا. كانت الخلجان عاصفة وسمعنا الأمواج على مسافات مختلفة وفي وسط المياه مثل البحر.
دوروثي وردزورث، جريدة جراسمير الخميس 15 أبريل عام 1802.

في الوقت الذي كُتِبَت فيه القصيدة، كان وردزورث يعيش مع زوجته ماري هاتشينسون وشقيقته دوروثي في تاون إند في جراسمير في منطقة البحيرة. ساهمت ماري بما اعتبره وردزورث فيما بعد أفضل سطرين في القصيدة، مذكرةً بالشعور السلمي الذي شعرت به في دير تينترن:
"كنت ألمحها في خاطري،
تلك هي نعمة العزلة"
كان وردزورث مدركًا لملاءمة فكرة أن أزهار النرجس "تومض في خاطري"، حيث أضاف ملاحظة في نسخته عام 1815 يعلق فيها على "الومضة" باعتبارها "الطيف البصري"، ومع ذلك، انتقد كوليريدج سطور وردزورث وماري، من بين أمور أخرى، ووصفها بأنها "منمقة عقلية" في كتابه السيرة الذاتية الأدبية لعام 1817، على الرغم من الاعتراف بمفهوم "الطيف البصري". فكرة الزهور الوامضة مستمدة من "ظاهرة إليزابيث لينيوس"، التي سميت على اسم اكتشاف إليزابيث لينيوس للزهور الوامضة في عام 1762. ووصفها وردزورث بأنها "شعور أولي وانطباع بسيط (يقترب من طبيعة الطيف البصري) على القدرة على الخيال..." وُثِّقَت هذه الظاهرة من قبل إيراسموس داروين في عامي 1789 و1794، وبالتأكيد قرأ وردزورث أعماله.

## كلمات القصيدة
I wandered lonely as a cloud

That floats on high o'er vales and hills,

When all at once I saw a crowd,

A host, of golden daffodils;

Beside the lake, beneath the trees,

Fluttering and dancing in the breeze.

Continuous as the stars that shine

And twinkle on the milky way,

They stretched in never-ending line

Along the margin of a bay:  

Ten thousand saw I at a glance,

Tossing their heads in sprightly dance.

The waves beside them danced; but they

Out-did the sparkling waves in glee:

A poet could not but be gay,

In such a jocund company:

I gazed—and gazed—but little thought

What wealth the show to me had brought:

For oft, when on my couch I lie

In vacant or in pensive mood,         

They flash upon that inward eye

Which is the bliss of solitude;

And then my heart with pleasure fills,

And dances with the daffodils.